# Едуард Бок
Едвард Вільям Бок (народжений Едуард Віллем Джерард Сезар Хідде Бок) (9 жовтня 1863 — 9 січня 1930) — американський редактор голландського походження та лауреат Пулітцерівської премії. Він працював редактором Ladies' Home Journal протягом 30 років (1889—1919); популяризував та лобіював будівництво будинків. Є засновником саду Бок Тауер у центральній Флориді. 

## Життя і кар'єра
Едвард Бок народився в місті Ден-Гелдер, Нідерланди, у заможній родині. Через невдалі інвестиції його батька та втрати значної частини статків, сім'я була змушена емігрувати до Брукліна, Нью-Йорк, коли Едварду було шість років. У Брукліні хлопчик після уроків мив вікна в пекарні, щоб допомогти родині. Крім того, він щодня ходив вздовж залізничних шляхів та збирав шматочки вугілля, що випадково випадали під час дозаправляння палива або руху. Після закінчення шостого класу він був змушений залишити школу, щоб допомогти своїй сім'ї фінансово. Його першою роботою була конторська робота в компанії Western Union Telegraph. Маючи здібності гарного слухача, він писав листи відомим американцям: Джеймсу Гарфілду, Уліссу Гранту, Ральф Волдо Емерсон, Олівер Венделл Голмс, Генрі Лонгфелло, Мері Тодд Лінкольн, Луїза Мей Олкотт, Вільям Шерман і Джефферсон Девіс. Він не тільки листувався з цими видатними людьми, але, як тільки отримував відпустку, відвідував багатьох із них як бажаний гість у їхніх домівках. Так, у своєму листі до Джеймса Гарфілда, він розпитував майбутнього двадцятого президента Сполучених Штатів про його роботу на буксирі та плавання на шхунах. Генерал Улісс Грант запросив чотирнадцятирічного Бока у гості, де вони разом малювали мапи та розмовляли. Цей досвід пройняв його безцінною впевненістю. Ці чоловіки та жінки запалили в нього бачення та амбіції, які сформували його життя.
У 1882 році він став стенографістом у видавництві Henry Holt and Company, водночас відвідуючи вечірні лекції по шкільним предметам. Уже в 1884 році прийняв пропозицію стати рекламним менеджером у компанії «Charles Scribner's Sons». З 1884 по 1887 рік Бок працював редактором журналу The Brooklyn Magazine, а в 1886 році він заснував Bok Syndicate Press.
Переїхавши до Філадельфії у 1889 році, він очолив Ladies' Home Journal, після того як його засновниця Луїза Напп Кертіс відійшла від активної редакторської роботи. Видання належало Сайрусу Кертісу, власнику великої видавничої імперії, яка включала в себе багато газет та журналів, наприклад вищезгадана Ladies' Home Journal або The Saturday Evening Post.
У 1896 році Бок одружився з Мері Л. Кертіс, дочкою Луїзи та Сайруса Кертісів. Вона поділяла інтереси своєї родини до музики, культури та філантропії та була активісткою в громадському житті. Незадовго до одруження він видав книгу порад для молодих людей. Незадовго до весілля Бок видав книгу порад для молоді, де, серед іншого, писав: «Чоловік, який щиро любить свою матір, дружину, сестру чи кохану, ніколи не розповідає історій, що принижують їх стать в очах інших. Ті, хто зазвичай розповідають такі історії, завжди чогось бракують, а точніше — добропорядності у спілкуванні та поваги.». Під керівництвом Бока Ladies' Home Journal став першим у світі журналом із мільйонною аудиторією. Видання привертало увагу до важливих соціальних питань і пропонувало читачам прогресивні ідеї.
У 1920 році вийшла автобіографія Бока Американізація Едварда Бока, що згодом отримала Пулітцерівську премію. Відомий письменник Г. Л. Менкен, знайомий із його діяльністю, відзначив невтомний інтерес Бока до мистецтва:
Коли він дивився на будинки, в яких живуть його передплатники, його нудило від однотонної гидоти. Коли він зайшов усередину й споглядав ламбрекени, позолочені рогози, скульптури Роджерса, воскові фрукти під скляними куполами, прикрашені черепашками з Езбері-парку, сімейну Біблію на центральному столі з мармуровою стільницею, зображення дядька Річарда та тітки Сью, збільшені олівцями, квадратні піаніно, брюссельські килими, зернисту дерев'яну роботу — коли його погляд спіткавши такі речі, його душа збунтувалася, і його моральний ентузіазм відразу спонукав його спробувати реформувати це все. Результатом стала довга серія хрестових походів журналу Ladies' Home Journal проти огидності національної забудови в усьому  —  в архітектурі будинку, у меблюванні будинків, в одязі, у міських будівлях, у рекламі. Бок посвятив себе своїм кампаніям, і практично кожна з них досягла успіху. … Якби існувала вдячність на землі, то в кожному місті країни був би йому пам'ятник. З естетичної точки зору він був, мабуть, найкориснішим громадянином, який коли-небудь дихав його задушливим повітрям. 
The Ladies’ Home Journal також став першим журналом, який відмовився від реклами патентованих ліків. Причиною цьому стала абсолютна відсутність регуляції інгредієнтів та речовин, використаних у виробництві «передових» ліків. Так, громадськість сколихнула новина про фактичний вміст деяких їхніх ліків для домашніх тварин або їхню абсолютну нікчемність. Бок також домовився з Жіночим християнським союзом тверезості організувати компанію проти виробників ліків з алкогольним вмістом більше ніж 40%. Бок довів, що особиста інформація жінок, які зверталися по медичні консультації до журналів, насправді не зберігалася в таємниці, а висміювалась та продавалася офісними клерками та редакторами по 5 центів за адресу. Він повідомляв представникам церкви про видавців релігійної преси, що публікували рекламу шкідливих ліків та намагався притягнути керівництво Пошти Сполучених Штатів до відповідальності за прийняття та розповсюдження непристойних циркулярних листів з наступним вмістом:
|  | Місіс Пінкхем у своїй лабораторії в Лінні, штат Массачусетс, може зробити більше для хворих жінок Америки, ніж сімейний лікар. Тому будь-яка жінка відповідальна за власні страждання, якщо вона не потрудиться написати місіс Пінкхем за порадою. |

У одній зі своїх статей Едвард Бок опублікував фото Лідії Пінкхем та «її лабораторії», яка представляла її надгробок на кладовищі Pine Grove, Онтаріо. Виявилось, Лідія Пінкхем померла 22 роки тому, а недоброчесні редактори журналів використовували її ім'я заради власної вигоди. Пізніше він довів, що сироп «Місіс Заспокійливий сироп Вінслоу» містить морфін, а 27 інших представників «ефективних ліків» містили етанол, опіум та наперстянку.
За проханням доктора Лаймена Еббота він почав кампанію проти розповсюдження сифілісу, частиною якої було спонукання батьків почати розповідати своїм дітям про функції їх організмів та негласно заборонені до обговорення аспекти дорослого життя. Цей призов обурив багатьох читачів журналу, які, після заяви Бока продовжувати висвітлення цієї проблеми, скасували свої підписки. Але відомі особистості того часу, наприклад, Лаура Джейн Аддамс, кардинал Джеймс Гіббонс, Маргарет Деланд, Генрі ван Дайк, та Філіп Еліот виразили свою підтримку ініціативі Бока, що надало їй деякий авторитет в очах суспільства.
У 1919 році Бок за власним бажанням вирішив відійти від видавничої діяльності на користь створення своєї автобіографії The Americanization of Edward Bok: The Autobiography of a Dutch Boy Fifty Years After (1920). Його автобіографія отримала золоту медаль Академії політичних і соціальних наук і премію Джозефа Пулітцера за найкращу автобіографію в 1920 році.

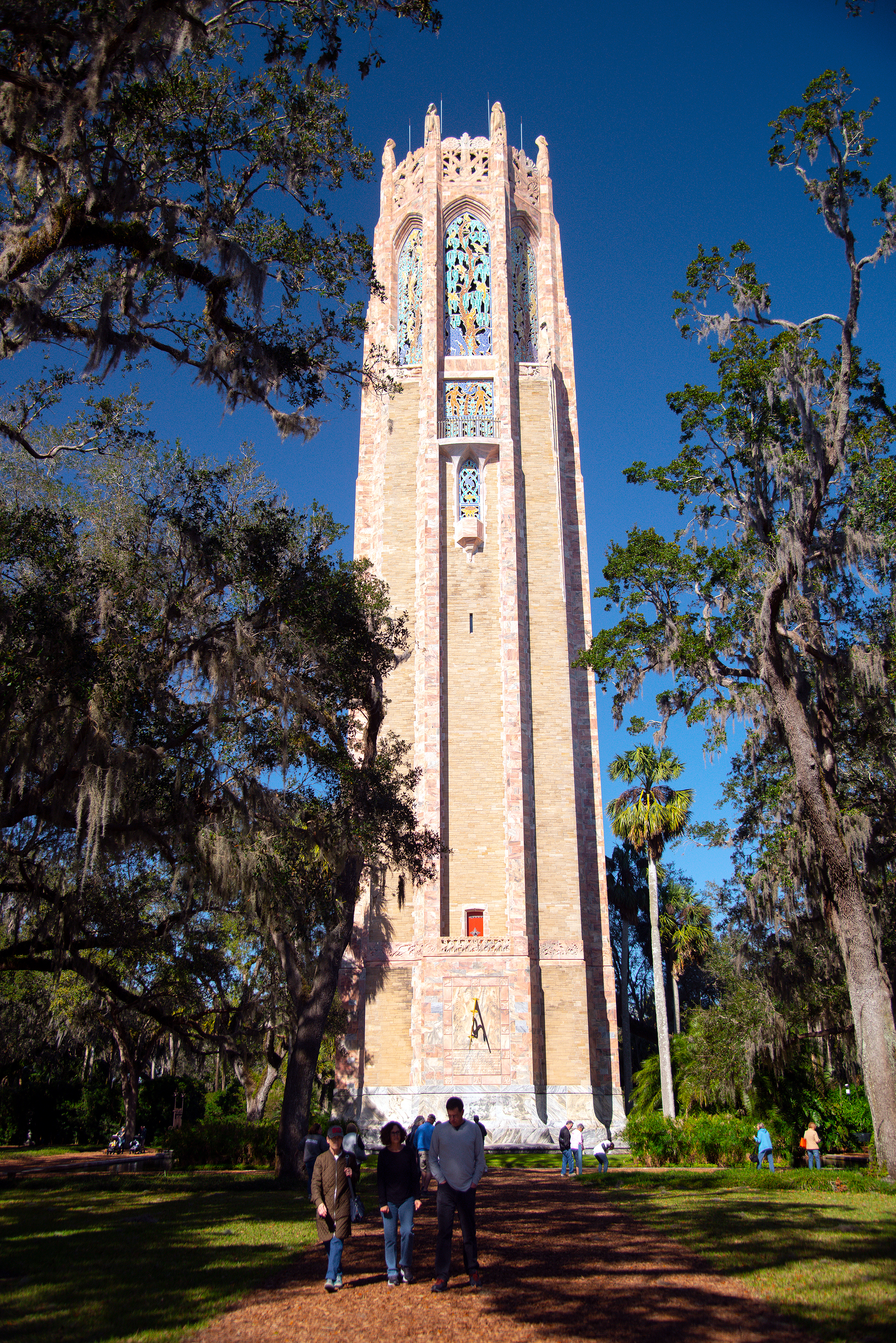
Співоча вежа

Бок також заснував низку нагород, включаючи Американську премію миру в 100 000 доларів США в 1923 році. Половина суми нагороди присуджувалася за «найкращий практичний» план співпраці США з країнами світу, а інша половина присуджувалася за його успішне виконання. Пізніше Бок заснував Філадельфійську комісію, яка займалася благоустроєм міста. Він також заснував професорську кафедру літератури Вудро Вільсона Прінстонського університету та «Катедру Вудро Вільсона» в коледжі Вільямса.

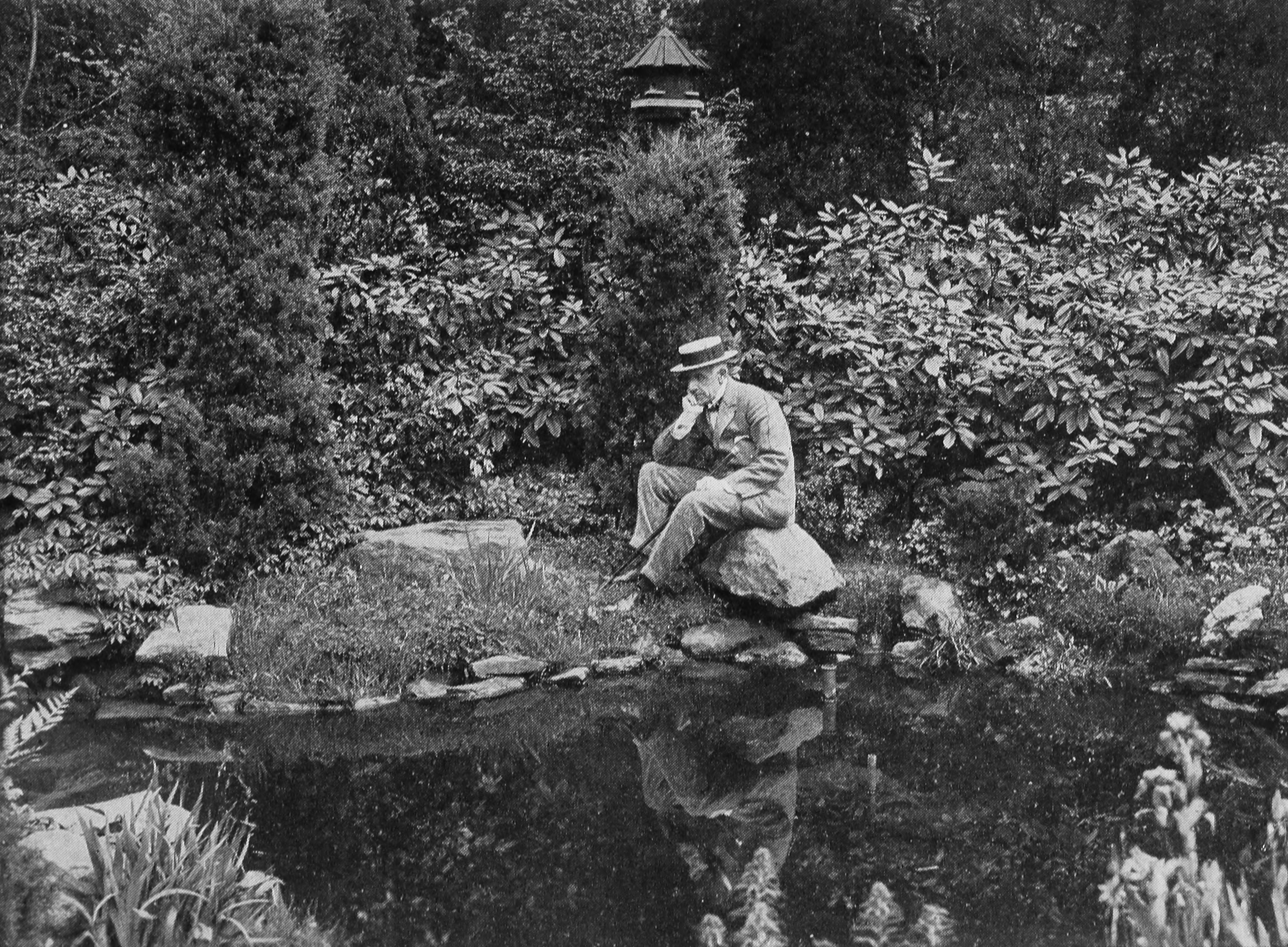
Оригінальний підпис з його автобіографії 1922 року: «Там, де Едвард Бок найщасливіший: у своєму саду». Дата і місце невідомі.

У 1924 році Мері Луїза Бок заснувала Кертісовий інститут музики у Філадельфії, який вона присвятила своєму батькові -Сайрусу Кертісу, а в 1927 році Бокси розпочали будівництво садів Бок Тауер Гарденс поблизу їхнього зимового будинку в Маунтін-Лейк-Естейтс, Лейк-Вельс, штат Флорида, який був освячений 1 лютого 1929 року президентом Сполучених Штатів Келвіном Куліджем . Вежу Бок іноді називають святилищем і внесено до Національного реєстру історичних місць як національну історичну пам'ятку . Бок використовується як приклад у книзі Дейла Карнегі « Як завойовувати друзів і впливати на людей» .
Едвард Бок помер в результаті серцевого нападу 9 січня 1930 року біля озері Вельс, неподалік від своєї улюбленої Співочої вежі, де і пізніше був похований. Нащадками Бока є двоє його онуків — фолк-співак Гордон Бок і колишній президент Гарвардського університету Дерек Бок.

### Едвард Бок і американська побутова архітектура

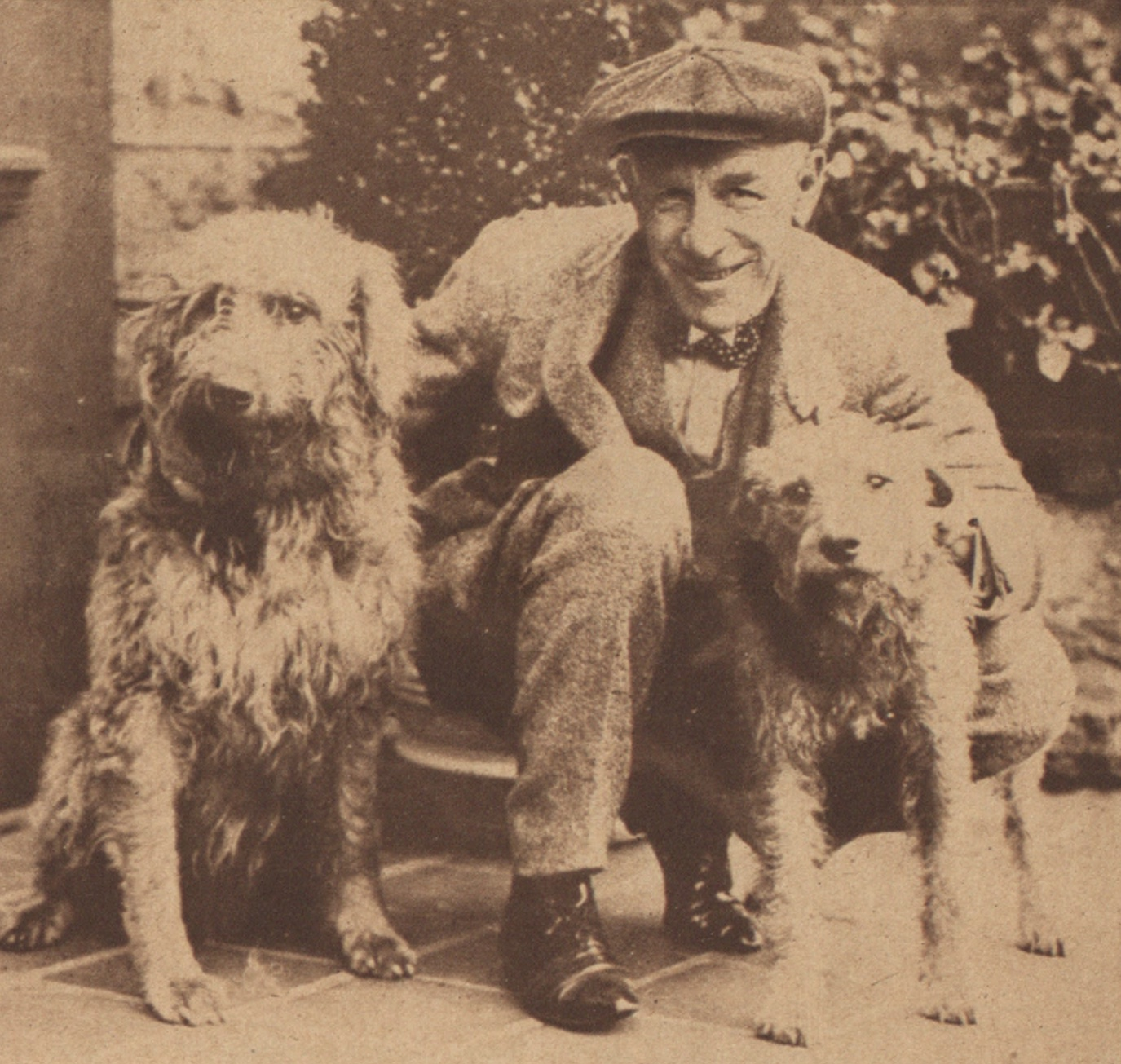
Едвард Бок з собаками

У 1895 році Едвард Бок почав публікувати в Ladies' Home Journal плани будинків, доступних для середнього класу в США, вартістю від 1500 до 5000 доларів. Ці плани включали детальні специфікації з регіональними цінами, які можна було отримати поштою за 5 доларів. Пізніше Бок і Journal стали ключовою силою в популяризації стилю «бунгало», що походить з Індії. Ці будинки, з площею від 800 квадратних футів і висотою в півтора поверхи, коштували всього один долар за план і швидко стали основною формою архітектури в країні.

Деякі архітектори, зокрема Стенфорд Уайт, критично ставилися до того, що Бок робив доступними плани забудови для масового споживання, вважаючи це зазіханням на їхні професійні права. Уайт відмовився співпрацювати з ним, хоча пізніше визнав його вплив: 
Я вважаю, що Едвард Бок вплинув на американську домашню архітектуру більш повно, ніж будь-хто в цьому поколінні. Коли він почав… Я відмовився з ним співпрацювати. Якби Бок прийшов до мене зараз, я б не тільки склав для нього плани, але й відмовився б від гонорару за них у відплату за свою ранню помилку. 
Бок також виступав за заміну терміну «парлор» на «вітальня» для кімнати, яку зазвичай використовували лише по неділях або для офіційних зустрічей, таких як прощання з померлими членами родини перед похованням. Це була зона між громадським і приватним простором будинку. Бок вважав, що створювати кімнату для рідкого використання з дорогими меблями — це безглуздо, і пропонував альтернативну назву, аби мотивувати родини використовувати цю кімнату повсякденно. Він писав: «Ми маємо те, що називається „вітальня“. Кого або що вона приваблює, я не міг зрозуміти, якщо тільки це не привертає увагу до занадто великих грошей і поганого смаку».
Загалом, Бок пропагував ідею соціально-консервативного бачення американської родини, де жінка — господиня дому і вихователька дітей, а діти ростуть у здоровому, природному середовищі, близькому до землі. Він вважав передмістя найкращим місцем для забезпечення збалансованого домашнього життя.
Теодор Рузвельт сказав про Бока:
[Він] єдина людина, про яку я коли-небудь чув, яка змінила на краще архітектуру цілої нації, і він зробив це настільки швидко та ефективно, що ми не знали, що це було розпочато до того, як воно було закінчено. 

### Опозиція виборчого права жінкам

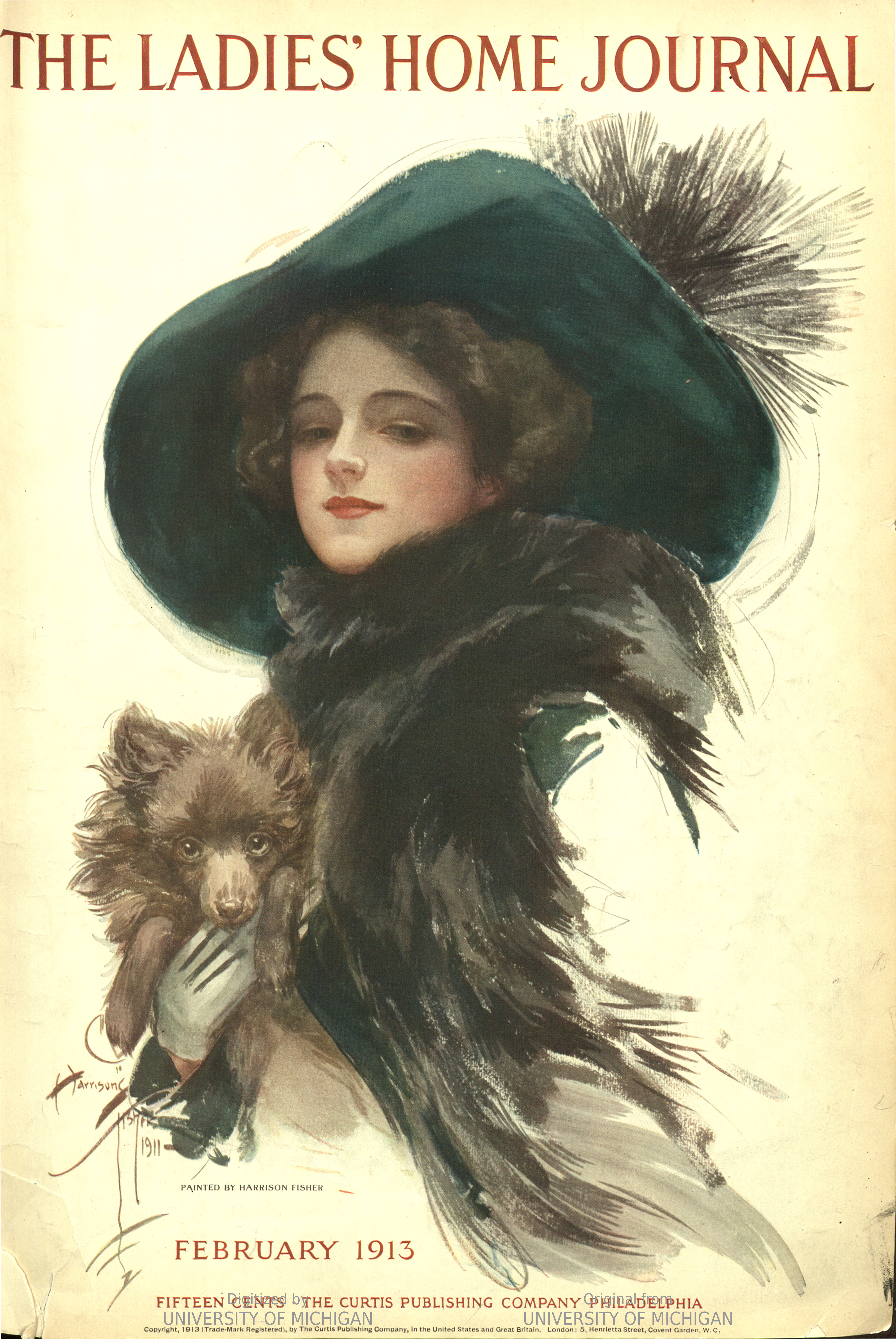
Жіночий домашній журнал, 1913

У Ladies' Home Journal Едвард Бок опублікував понад 20 статей, спрямованих проти виборчого права жінок, вважаючи, що воно суперечить його уявленню про ідеальну роль жінки як господині дому, яка веде просте життя. В одній із перших своїх заяв на цю тему він прямо зазначив, що «жінки ще не готові до голосування». Завдяки широкій читацькій аудиторії середнього класу журнал став важливим інструментом руху проти жіночого виборчого права.

Бок також виступав проти ідеї жіночої зайнятості поза домом, деяких аспектів жіночих клубів і освіти для жінок. Він стверджував, що фемінізм призведе до збільшення кількості розлучень, погіршення здоров'я жінок і навіть до їхньої передчасної смерті. У Ladies' Home Journal з'явилися статті на підтримку цих поглядів, зокрема від колишніх президентів Гровера Клівленда і Теодора Рузвельта (хоча згодом Рузвельт змінив свою позицію та підтримав виборче право жінок). Бок розглядав суфражисток як зрадниць власної статі, заявляючи: «Немає більшого ворога жінки, ніж сама жінка».
Попри це, журнал активно підтримував такі соціальні ініціативи, як охорона довкілля, громадське здоров'я, контроль народжуваності, санітарія та освітні реформи. Через критику деяких жіночих організацій у Ladies' Home Journal, представниці жіночих клубів намагалися організувати бойкот видання. У відповідь Бок погрожував судовим позовом, проте зрештою досяг компромісу із Загальною федерацією жіночих клубів: журнал започаткував новий розділ, зміст якого формувала сама Федерація.

## Нагороди та відзнаки
Автобіографія Бока 1920 року The Americanization of Edward Bok: The Autobiography of a Dutch Boy Fifty Years After отримала золоту медаль Академії політичних і соціальних наук і Пулітцерівську премію 1921 року за біографію чи автобіографію .
На його честь було названо судно класу "Ліберті " часів  Другої світової війни SS Edward W. Bok .
Вища технічна школа Едварда В. Бока у Філадельфії, відкрита в 1938 році, була названа на його честь. У 2013 році школу закрили.

## Роботи
- Успіх (1895) онлайн
- Молода людина в бізнесі (1895) онлайн (Інтернет-архів)
- Молодий чоловік і церква (1896) (Google Books)
- Листи її брата (1906)
- Чому я вірю в бідність (1915) онлайн
- Американізація Едварда Бока (1920)[10] (Інтернет-архів, видання 1922 р.)
- A Dutch Boy Fifty Years After, редакція Джона Луїса Хейні (1921)
- Дві особи (1922) (Google Books)
- Людина з Мен (1923)
- Двічі по тридцять (1925)
- Лише долари (1926) (попередній перегляд Google Books)
- Ви: особисте повідомлення (1926)
- Америка дай мені шанс (1926)
- Можливо, я (1928)

## Подальше читання
- Богардус, Ральф Ф. «Чайні війни: рекламна фотографія та ідеологія в журналі Ladies' Home Journal у 1890-х роках». Перспективи 16 (1991) стор.: 297—322.
- Деймон-Мур, Хелен. Журнали для мільйонів: Гендер і комерція в Ladies' Home Journal і Saturday Evening Post, 1880—1910 (SUNY Press, 1994)
- Кітч, Керолін. «Серія „Американська жінка“: Стать і клас у The Ladies' Home Journal, 1897.» Journalism & Mass Communication Quarteral 75.2 (1998): 243—262.
- Найт, Ян. «Екологічність Едварда Бока: Жіночий домашній журнал, Загальна федерація жіночих клубів і навколишнє середовище, 1901–09». Історія журналістики 29.4 (2004): 154.
- Краббендам, Ганс. Чоловік-зразок: життя Едварда Вільяма Бока, 1863—1930 (Родопи, 2001)
- Льюїс, В. Девід. «Едвард Бок: редактор як підприємець». Essays in Economic & Business History 20 (2012).
- Мотт, Френк Лютер. Історія американських журналів. том 4. 1885–1905 рр (Harvard UP, 1957) стор. 536—555. охоплює Ladies Home Journal .
- Ши, Девід. «Едвард Бок і просте життя» Американська спадщина (1984) 36#1 стор. 100—109
- Снайдер, Бет Далія. «Впевнені жінки: створення жіночої культури та спільноти в „Просто між собою“ та Ladies' Home Journal». American Transcendental Quarterly 12#4 (1998): 311.
- Штайнберг, Сальме Харью. Реформатор на ринку: Едвард В. Бок і Ladies' Home Journal (Видавництво державного університету Луїзіани, 1979)
- Уорд, Дуглас Б. «Географія жіночого домашнього журналу: аналіз аудиторії журналу, 1911—1955 рр.». журналістика Історія 34.1 (2008): 2+